# Buna Vestire

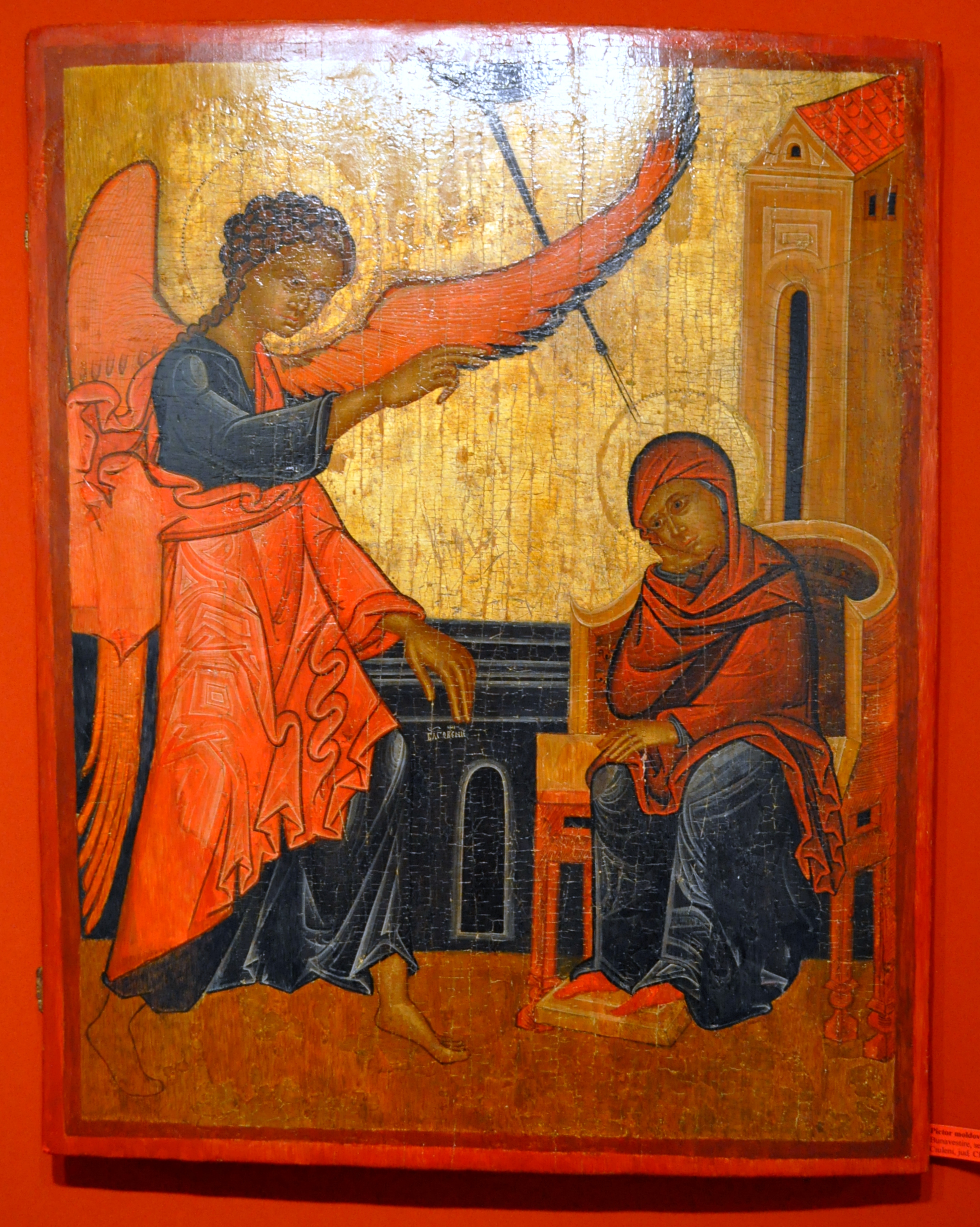
Buna Vestire, icoană pe lemn (sec.XVI)

Buna Vestire sau Anunțarea (în tradiția ortodoxă Blagoveștenia) este o sărbătoare creștină celebrată în data de 25 martie, în amintirea momentului în care Arhanghelul Gabriel a anunțat-o pe Fecioara Maria că-l va naște pe Iisus din Nazaret]].
Cei mai mulți creștini țin această sărbătoare a Bunei Vestiri pe data de 25 martie, nouă luni înainte de Crăciun, când este sărbătorită nașterea lui Iisus (Crăciunul, din latină incarnatione). Conform evangheliei după Luca 1:26, Buna Vestire a avut loc „în a șasea lună” a sarcinii Elisabetei, mama lui Ioan Botezătorul.
Atât tradiția catolică cât și cea ortodoxă localizează Buna Vestire în Nazaret, dar locul exact diferă. În tradiția catolică punctul de referință este marcat de Bazilica Anunțării, iar în tradiția ortodoxă de biserica ortodoxă grecească a Bunei Vestiri.
Buna Vestire reprezintă o temă fundamentală în arta creștină în general, mai ales în arta mariană a bisericii catolice, în mod special în timpul Evului Mediu și al Renașterii.

## Istoric
O sărbătoare a „Vestirii Nașterii Domnului” se ținea în Răsărit încă din anul 550, la 25 martie. La Roma s-a introdus în sec. al VII-lea.

## Conținut
Data de 25 martie este la 9 luni înainte de Crăciun (sărbătoarea Nașterii Domnului) și amintește de ziua în care Arhanghelul Gabriel îi vestește Fecioarei Maria că a fost aleasă să devină mama lui Iisus Hristos.

## Semnificație
Buna Vestire făcută Mariei inaugurează „plinirea timpului” (Gal 4, 4), adică împlinirea făgăduințelor și pregătirilor venirii lui Hristos. Maria este chemată să-L zămislească pe Fiul lui Dumnezeu. Încuviințând, a devenit Născătoare de Dumnezeu.
Uimindu-se de cele petrecute cu Maria, Sfântul Augustin își imaginează că se adresează îngerului, întrebând: „Spune-mi, îngere, de ce s-a petrecut aceasta cu Maria?”. Îngerul îi arată că răspunsul este cuprins chiar în cuvintele salutului: „Bucură-te, cea plină de har!” (cf. Sermo 291, 6). Origen observă că niciodată un asemenea titlu nu a fost dat unei ființe omenești și nu mai apare în niciun alt loc din Sfânta Scriptură (cf. In Lucam 6, 7).
Maria primește cu disponibilitate „valul de iubire” a lui Dumnezeu care se revarsă în ea. Și prin aceasta este o ucenică desăvârșită a Fiului ei, care, în ascultare față de Tatăl, își împlinește libertatea și tocmai astfel își exercită libertatea, ascultând.

## Chairó (χαίρω) și  charitoó (χαριτόω)
La Anunțare, în Luca 1:28, îngerul proclamă Mariei „bucură-te ,cea plină de har!” sau „ Plecăciune, ție căreia ți s-a arătat bunăvoință”. Verbul folosit în limba greacă pentru salut, „bucură-te” sau „plecăciune” este „Chairó (χαίρω)”, care, literalmente însemnă „a se ferici (bucura)”, dar care în același timp, era folosit și ca formă de salut, de unde varietatea traducerilor.
Iar verbul charitoó (χαριτόω) este folosit în traducerea „cea plină de har” sau „ căreia ți s-a arătat bunăvoință”, în general, școala catolică și ortodoxă a preferat traducerea „plină de har”, care sublinează starea de grație a Marei, în timp ce protestantismul sublinia actul divin prin care Dumnezeu își revarsă grația (sau harul) divină, nemeritată și benevolentă.  